# Pedro Mendaña
Pedro Mendaña fue un hacendado y político argentino del Movimiento Popular Neuquino, que se desempeñó como gobernador interino del Territorio Nacional del Neuquén (en 1952), como vicegobernador de la provincia del Neuquén (electo en 1962 y en ejercicio de 1963 a 1966) y como senador nacional por la misma provincia en 1966.

## Biografía
Era estanciero ganadero del sur del territorio del Neuquén, siendo su familia originaria de Junín de los Andes. Fue miembro del consejo directivo de la Sociedad Rural del Neuquén y, en 1948, fue representante neuquino en la Sociedad Rural Argentina.
Se desempeñó como secretario de la gobernación del Territorio Nacional del Neuquén, durante la gestión de Pedro Julio San Martín. Entre abril y noviembre de 1952 quedó como gobernador interino del territorio, luego de que San Martín fuera elegido delegado territorial al Congreso de la Nación.
En las elecciones provinciales de 1962, fue elegido vicegobernador de la provincia del Neuquén con el 48,48 % de los votos, en la lista encabezada por Felipe Sapag, en las primeras elecciones en las que el partido provincial neoperonista Movimiento Popular Neuquino (MPN) se presentó. Pero, el golpe de Estado que derrocó a Arturo Frondizi dejó sin efecto la asunción al poder. La fórmula volvió a ganar en las elecciones provinciales de 1963, con el 62,44 % de los votos, asumiendo el 12 de octubre de ese año, con mandato hasta 1967.
En las elecciones al Senado de 1966, fue elegido senador nacional por Neuquén. Su mandato se extendía hasta 1975, pero fue interrumpido por el golpe de Estado del 28 de junio de 1966.